# Daniel Chvolson

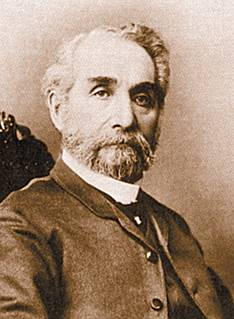

Daniel Abramovitj Chvolson (ryska Даниил Авраамович Хвольсон), född den 21 november 1819 i Vilnius, död den 23 mars 1911 i Sankt Petersburg, var en rysk språkforskare. Han var far till Orest Chvolson.
Chvolson var av judisk härkomst och uppfostrades i den judiska religionen. Efter att ha övergått till den Rysk-ortodoxa kyrkan blev han professor i Sankt Petersburg 1855, och senare statsråd. Chvolson utgav bland annat Die Ssabier und der Ssabismus (2 band, 1856), Das letzte Passahmahl Christi, som blev viktiga genom Chvolsons tillgång till tidigare okända källor. Han försökte försvara de semiska folkens historia i Die semitischen Vökler (1872), och försvarade dem mot beskyllingar för ritualmord och liknande. Han skildrade även judendomens historia i Beiträge zur Entwicklungsgeschichte des Judentums (1910) och talade bland annat vid den stora orientalistkongressen i Stockholm och Kristiania i september 1889.